# 大陵增十五
英仙座20，又名BD+37 655，HD 17904、SAO 55975、HR 855，是英仙座的一颗恒星，视星等为5.33，位于銀經147.81，銀緯-18.55，其B1900.0坐标为赤經2h 47m 23.7s，赤緯+37° -18.55′ 48″。